# Élections générales espagnoles de novembre 2019 dans la communauté de Madrid
Les élections générales espagnoles de novembre 2019 (en espagnol : Elecciones generales de España de noviembre de 2019) se tiennent le dimanche 10 novembre 2019 afin d'élire les 350 députés et 208 des 266 sénateurs de la XIVe législature des Cortes Generales. 37 députés sont élus à Madrid.

## Résultats
| Parti                  | Parti                                                   | Voix      | %     | +/-   | Sièges | +/-           |  |
| ---------------------- | ------------------------------------------------------- | --------- | ----- | ----- | ------ | ------------- |  |
|                        | Parti socialiste ouvrier espagnol (PSOE)                | 957 401   | 26,87 | 0,40  | 10     | 1             |  |
|                        | Parti populaire (PP)                                    | 887 474   | 24,91 | 6,27  | 10     | 3             |  |
|                        | Vox                                                     | 653 476   | 18,34 | 4,48  | 7      | 2             |  |
|                        | Unidas Podemos (UP)                                     | 463 629   | 13,01 | 3,22  | 5      | 1             |  |
|                        | Ciudadanos (Cs)                                         | 323 076   | 9,07  | 11,88 | 3      | 5             |  |
|                        | Más País                                                | 201 389   | 5,65  | Nv.   | 2      | 2             |  |
|                        | Parti animaliste contre la maltraitance animale (PACMA) | 31 983    | 0,90  | 0,45  | 0      | en stagnation |  |
|                        | Recortes Cero-Grupo Verde (RC-GV)                       | 5 129     | 0,14  | 0,06  | 0      | en stagnation |  |
|                        | Pour un monde + juste (PUM+J)                           | 4 305     | 0,12  | 0,02  | 0      | en stagnation |  |
|                        | Autres partis                                           | 6 502     | 0,18  | -     | 0      | -             |  |
|                        | Vote blanc                                              | 28 783    | 0,81  | 0,16  |        |               |  |
|                        |                                                         |           |       |       |        |               |  |
| Suffrages exprimés     | Suffrages exprimés                                      | 3 563 147 | 99,21 |       |        |               |  |
| Votes nuls             | Votes nuls                                              | 28 317    | 0,79  |       |        |               |  |
| Total                  | Total                                                   | 3 591 464 | 100   | -     | 37     | en stagnation |  |
| Abstention             | Abstention                                              | 1 496 629 | 29,41 |       |        |               |  |
| Inscrits/Participation | Inscrits/Participation                                  | 5 088 093 | 70,59 |       |        |               |  |